# Durango (zespół wyścigowy)
Durango Automotive SRL lub Durango – zespół wyścigowy założony w 1980 roku przez Ivone Pinton i Enrico Magro z siedzibą we Włoszech. W historia startów ekipa pojawiała się na starcie włoskiej Formuły 3, Formuły 3000, Włoskiej Formuły Azzura, włoskiej Formuły Renault, Europejskiego Pucharu Formuły Renault 2.0, 24h Le Mans, serii GP2, azjatyckiej serii GP2, Superleague Formula, Euroseries 3000 oraz Auto GP.

## Historia
W latach 1987–1992, zespół Durango wziął udział w Mistrzostwach Włoch Formula Three. Między 1991 i 1993 rokiem. Nie tylko w 1991 roku uczestniczył w 24-godzinnym Le Mans, ale także w Formule 3000 Championship i British Formula Two Championship. Durango w 1994 roku przyniósł udział w Renault w Formule Two Championship i Euroseries. W 2003 roku uczestniczyli w ramach 2. raz w 24-godzinnym Le Mans. Durango stał się częścią GP2 Series, nową serię mających na celu pomoc młodym kierowcom znaleźć się w Formule 1. W 2006 roku zespół uczestniczył w Formule Azzurra, wspierany przez szereg włoskich federacji kartingowych.
Zespół zgłosił się jako zespół chętny do startów w 2011 roku w Formule 1 wspólnie z Villeneuve Racing, jednak zgłoszenie to zostało odrzucone.

## Starty

### Seria GP2
| Rok  | Bolid              | Kierowcy               | Wyścigi | Wygrane | PP | NO | Pkt | M.K. | M.Z. |
| ---- | ------------------ | ---------------------- | ------- | ------- | -- | -- | --- | ---- | ---- |
| 2005 | Dallara-Mecachrome | Clivio Piccione        | 23      | 1       | 0  | 1  | 14  | 15   | 11th |
| 2005 | Dallara-Mecachrome | Ferdinando Monfardini† | 17      | 0       | 0  | 0  | 5   | 17   | 11th |
| 2005 | Dallara-Mecachrome | Gianmaria Bruni†       | 4       | 0       | 1  | 0  | 35  | 10   | 11th |
| 2006 | Dallara-Mecachrome | Lucas Di Grassi        | 21      | 0       | 0  | 1  | 8   | 18   | 13   |
| 2006 | Dallara-Mecachrome | Sergio Hernández       | 21      | 0       | 0  | 0  | 1   | 23   | 13   |
| 2007 | Dallara-Mecachrome | Borja García           | 21      | 0       | 0  | 0  | 28  | 10   | 8    |
| 2007 | Dallara-Mecachrome | Karun Chandhok         | 21      | 1       | 0  | 2  | 16  | 15   | 8    |
| 2008 | Dallara-Mecachrome | Davide Valsecchi       | 16      | 1       | 0  | 0  | 11  | 15   | 11   |
| 2008 | Dallara-Mecachrome | Marcello Puglisi       | 2       | 0       | 0  | 0  | 0   | 33   | 11   |
| 2008 | Dallara-Mecachrome | Ben Hanley†            | 2       | 0       | 0  | 0  | 0   | 24   | 11   |
| 2008 | Dallara-Mecachrome | Alberto Valerio        | 20      | 0       | 0  | 0  | 0   | 26   | 11   |
| 2009 | Dallara-Mecachrome | Davide Valsecchi†      | 12      | 0       | 0  | 0  | 10  | 17†  | 11   |
| 2009 | Dallara-Mecachrome | Stefano Coletti        | 4       | 0       | 0  | 0  | 0   | 25th | 11   |
| 2009 | Dallara-Mecachrome | Nelson Panciatici      | 16      | 0       | 0  | 0  | 0   | 24   | 11   |

### Azjatycka Seria GP2
| Rok       | Bolid           | Kierowcy             | Wyścigi | Wygrane | PP | NO | Pkt | M.K. | M.Z. |
| --------- | --------------- | -------------------- | ------- | ------- | -- | -- | --- | ---- | ---- |
| 2008      | Dallara-Renault | Alberto Valerio      | 10      | 0       | 0  | 0  | 2   | 19   | 8    |
| 2008      | Dallara-Renault | Davide Valsecchi     | 10      | 0       | 0  | 1  | 17  | 8    | 8    |
| 2008/2009 | Dallara-Renault | Davide Valsecchi     | 11      | 1       | 0  | 0  | 34  | 4    | 5    |
| 2008/2009 | Dallara-Renault | Carlos Iaconelli     | 1       | 0       | 0  | 0  | 0   | 30   | 5    |
| 2008/2009 | Dallara-Renault | Michael Dalle Stelle | 11      | 0       | 0  | 0  | 0   | 39   | 5    |

### Auto GP
W 2011 roku Durango startował jako Griffitz Durango.
| Rok  | Bolid      | Kierowcy           | Wyścigi | Wygrane | PP | NO | Pkt | M.K. | M.Z. |
| ---- | ---------- | ------------------ | ------- | ------- | -- | -- | --- | ---- | ---- |
| 2010 | Lola–Zytek | Giuseppe Cipriani  | 2       | 0       | 0  | 0  | 0   | 26   | 5    |
| 2010 | Lola–Zytek | Carlos Iaconelli   | 12      | 3       | 0  | 1  | 24  | 7    | 5    |
| 2011 | Lola–Zytek | Giovanni Venturini | 14      | 2       | 1  | 0  | 76  | 9    | 7    |
| 2011 | Lola–Zytek | Giuseppe Cipriani  | 14      | 0       | 0  | 0  | 2   | 20   | 7    |

### Europejski Puchar Formuły Renault 2.0
| Rok  | Bolid          | Kierowcy              | Wyścigi | Wygrane | PP | NO | Pkt | M.K. | M.Z. |
| ---- | -------------- | --------------------- | ------- | ------- | -- | -- | --- | ---- | ---- |
| 2002 | Tatuus-Renault | Ferdinando Monfardini | 9       | 0       | 0  | 0  | 0   | 49   | NS   |
| 2002 | Tatuus-Renault | Stephen Simpson       | 9       | 0       | 0  | 0  | 0   | 62   | NS   |